# Johannes Steinhoff
Johannes Steinhoff altábornagy (Bottendorf/Türingia, 1913. szeptember 15. – 1994. február 21.) német ászpilóta, a második világháborút követő Német Légierő harmadik parancsnoka. Teljes neve Johannes „Macki” Steinhoff .

## Életpálya
Tanári diplomát szerzett, de nem kapott munkát, ezért beállt pilótának a haditengerészethez. A haditengerészeti repülők közül 1939-ben lépett át a légierőhöz. 1941-ben százados és a  Lovagkereszt tulajdonosa. 1945-ben megkapta a Kardokat (Schwerten) a Tölgyfalomb mellé. Aktív repülő pályafutását ezredesként fejezte be egy felszállás közbeni baleset után. Légi győzelmeinek száma: 176.
A második világháborút követően jelentős szereplője a háború utáni Luftwaffe újjáépítésének. 1966. szeptember 2. – 1970. december 31. között a Német Légierő harmadik parancsnoka volt. 1971–1974 között a NATO Katonai Bizottság elnök tagja.

## Külső hivatkozások
- Johannes Steinhoff. ww2aircraft.net. (Hozzáférés: 2013. január 22.)

| Elődje: Werner Panitzki | A Német Légierő parancsnoka 1966–1970 | Utódja: Günther Rall |